# Buthus iaspis
Espèce
Buthus iaspis est une espèce de scorpions de la famille des Buthidae.

## Distribution
Cette espèce est endémique d'Andalousie en Espagne. Elle se rencontre vers le cabo de Gata .

## Publication originale
- Teruel & Turiel, 2022 : « The genus Buthus Leach, 1815 (Scorpiones: Buthidae) in the Iberian peninsula. Part 4: A new species from southern Spain. » Revista Iberica de Arachnologia, vol. 40, p. 19-29.